# Grijsborstbospatrijs
De grijsborstbospatrijs (Arborophila orientalis) is een vogel uit de familie fazantachtigen (Phasianidae). De wetenschappelijke naam van de soort als Perdix  orientalis is voor het eerst geldig gepubliceerd in 1821 door Thomas Horsfield. Het is een kwetsbare vogelsoort die endemisch is op Java.

## Kenmerken
De vogel is 28 cm lang. Het is een gedrongen soort bospatrijs met korte poten. Het is een overwegend grijs gekleurde patrijs, met een duidelijke horizontale streping op staart en achterzijde van de rug. Opvallend is de zwarte kruin, brede zwarte oogstreep contrasterend met het wit op de kop. De snavel is zwart en de poten zijn rood.

## Verspreiding en leefgebied
Deze soort komt voor in oostelijk Java. Over de leefgebieden van deze vogel is weinig bekend. De meeste waarnemingen komen uit groenblijvende tropische bossen op berghellingen die gemiddelden liggen op 1000 tot 1700 meter boven zeeniveau.

## Status
De grootte van de populatie werd in 2016 door BirdLife International geschat op 10 tot 20 duizend volwassen individuen. De populatie-aantallen nemen af door jacht en habitatverlies. Het leefgebied wordt aangetast door ontbossing, waarbij natuurlijk bos plaats maakt voor agrarisch gebruikt land. Om deze redenen staat deze soort als kwetsbaar op de Rode Lijst van de IUCN.